# Ḩeşārcheh
Ḩeşārcheh (persiska: حصارچه) är en ort i Iran.   Den ligger i provinsen Nordkhorasan, i den norra delen av landet, 500 km nordost om huvudstaden Teheran. Ḩeşārcheh ligger 729 meter över havet och antalet invånare är 831.
Terrängen runt Ḩeşārcheh är huvudsakligen kuperad, men den allra närmaste omgivningen är platt. Ḩeşārcheh ligger nere i en dal. Runt Ḩeşārcheh är det ganska glesbefolkat, med 27 invånare per kvadratkilometer. Ḩeşārcheh är det största samhället i trakten. Omgivningarna runt Ḩeşārcheh är i huvudsak ett öppet busklandskap.